# Kamiita (Tokushima)
Kamiita (上板町 Kamiita-chō?) es un pueblo localizado en la prefectura de Tokushima, Japón. En junio de 2019 tenía una población estimada de 11.562 habitantes y una densidad de población de 334 personas por km². Su área total es de 34,58 km².

## Geografía

### Localidades circundantes
- Prefectura de Tokushima
  - Aizumi
  - Awa
  - Ishii
  - Itano
  - Yoshinogawa
- Prefectura de Kagawa
  - Higashikagawa

## Demografía
Según los datos del censo japonés, esta es la población de Kamiita en los últimos años.
| 1995   | 2000   | 2005   | 2010   | 2015   |
| ------ | ------ | ------ | ------ | ------ |
| 12.721 | 12.952 | 13.123 | 12.727 | 12.039 |